# Мамедова, Самира Шамиль кызы
Самира Шамиль кызы Мамедова (азерб. Samirə Şamil qızı Məmmədova; род. 1957, Баку, Азербайджанская ССР) — советский азербайджанский слесарь, лауреат премии Ленинского комсомола (1984).

## Биография
Родилась в 1957 году в городе Баку, столице Азербайджанской ССР.
Окончила заочное отделение Высшей школы профсоюзного движения ВЦСПС имени Н. М. Шверника.
Окончив профессионально-техническое училище, в 1975 году начала трудовую деятельность слесарем-сборщиком в цеху пластмасс Бакинского завода бытовых кондиционеров, позже возглавила бригаду, в которой работала.
Достигала высоких результатов при выполнении производственного плана десятой (1976—1980), одиннадцатой (1981—1985) и двенадцатой (1986—1990) пятилеток. Быстро освоив профессию слесаря-сборщика, добилась высоких показателей производительности труда, после избрания руководителем бригады, успешно организовала труд в коллективе. К 1979 году бригада получила звание «коллектива коммунистического труда», регулярно перевыполняла план, производя за каждую смену на 100-150 панелей сверх нормы. В 1978 году, во время визита Л. И. Брежнева в Азербайджана, подавала ему лично рапорт о трудовых успехах предприятия. За успехи, достигнутые в социалистическом соревновании 1983 года, Мамедова удостоена премии Ленинского комсомола.
Проявила себя также как передовая наставница, обучила более десяти молодых слесарей.
Активно участвовала в общественно-политической жизни предприятия, города и республики. Состояла в КПСС, выдвинута делегатом на XXX и XXXI съезды Компартии Азербайджана, в 1981—1986 годах — кандидат в члены ЦК КП республики, была также членом бюро Бакинского городского партийного комитета. Избиралась депутатом Наримановского районного и Бакинского городского советов.